# Gomoh
Gomoh è una suddivisione dell'India, classificata come census town, di 28.576 abitanti, situata nel distretto di Dhanbad, nello stato federato del Jharkhand. In base al numero di abitanti la città rientra nella classe III (da 20.000 a 49.999 persone).

## Geografia fisica
La città è situata a 23° 52' 0 N e 86° 10' 0 E e ha un'altitudine di 244 m s.l.m..

## Società

### Evoluzione demografica
Al censimento del 2001 la popolazione di Gomoh assommava a 28.576 persone, delle quali 15.400 maschi e 13.176 femmine. I bambini di età inferiore o uguale ai sei anni assommavano a 4.193, dei quali 2.172 maschi e 2.021 femmine. Infine, coloro che erano in grado di saper almeno leggere e scrivere erano 20.025, dei quali 12.087 maschi e 7.938 femmine.